# Avitta bracteola
Avitta bracteola är en fjärilsart som beskrevs av Holloway 1976. Avitta bracteola ingår i släktet Avitta och familjen nattflyn. Inga underarter finns listade i Catalogue of Life.